# Ecuador en la Copa Mundial de Fútbol de 2022
La selección de Ecuador fue uno de los treinta y dos equipos participantes en la Copa Mundial de Fútbol de 2022, torneo que se llevó a cabo del 20 de noviembre al 18 de diciembre en Catar.
Fue la cuarta participación de Ecuador, formó parte del Grupo A, junto a Catar, Países Bajos y Senegal.

## Clasificación

### Tabla de posiciones
| Pos. | Selección | Pts. | PJ | PG | PE | PP | GF | GC | Dif. |
| ---- | --------- | ---- | -- | -- | -- | -- | -- | -- | ---- |
| 1.   | Brasil    | 45   | 17 | 14 | 3  | 0  | 40 | 5  | 35   |
| 2.   | Argentina | 39   | 17 | 11 | 6  | 0  | 27 | 8  | 19   |
| 3.   | Uruguay   | 28   | 18 | 8  | 4  | 6  | 22 | 22 | 0    |
| 4.   | Ecuador   | 26   | 18 | 7  | 5  | 6  | 27 | 19 | 8    |
| 5.   | Perú      | 24   | 18 | 7  | 3  | 8  | 19 | 22 | −3   |
| 6.   | Colombia  | 23   | 18 | 5  | 8  | 5  | 20 | 19 | 1    |
| 7.   | Chile     | 19   | 18 | 5  | 4  | 9  | 19 | 26 | −7   |
| 8.   | Paraguay  | 16   | 18 | 3  | 7  | 8  | 12 | 26 | −14  |
| 9.   | Bolivia   | 15   | 18 | 4  | 3  | 11 | 23 | 42 | −19  |
| 10.  | Venezuela | 10   | 18 | 3  | 1  | 14 | 14 | 34 | −20  |

|  | Clasificados a la Copa Mundial de Fútbol de 2022. |
|  | Clasificado a la repesca AFC-Conmebol.            |

### Partidos
| Fecha                   | Lugar           | Jornada  | Local     | Resultado | Visitante |
| ----------------------- | --------------- | -------- | --------- | --------- | --------- |
| 8 de octubre de 2020    | Buenos Aires    | Fecha 1  | Argentina | 1:0 (1:0) | Ecuador   |
| 13 de octubre de 2020   | Quito           | Fecha 2  | Ecuador   | 4:2 (2:0) | Uruguay   |
| 12 de noviembre de 2020 | La Paz          | Fecha 3  | Bolivia   | 2:3 (1:0) | Ecuador   |
| 17 de noviembre de 2020 | Quito           | Fecha 4  | Ecuador   | 6:1 (4:1) | Colombia  |
| 4 de junio de 2021      | Porto Alegre    | Fecha 7  | Brasil    | 2:0 (0:0) | Ecuador   |
| 8 de junio de 2021      | Quito           | Fecha 8  | Ecuador   | 1:2 (0:0) | Perú      |
| 2 de septiembre de 2021 | Quito           | Fecha 9  | Ecuador   | 2:0 (0:0) | Paraguay  |
| 5 de septiembre de 2021 | Quito           | Fecha 6  | Ecuador   | 0:0       | Chile     |
| 9 de septiembre de 2021 | Montevideo      | Fecha 10 | Uruguay   | 1:0 (0:0) | Ecuador   |
| 7 de octubre de 2021    | Guayaquil       | Fecha 11 | Ecuador   | 3:0 (3:0) | Bolivia   |
| 10 de octubre de 2021   | Caracas         | Fecha 5  | Venezuela | 2:1 (1:1) | Ecuador   |
| 14 de octubre de 2021   | Barranquilla    | Fecha 12 | Colombia  | 0:0       | Ecuador   |
| 11 de noviembre de 2021 | Quito           | Fecha 13 | Ecuador   | 1:0 (1:0) | Venezuela |
| 16 de noviembre de 2021 | Santiago        | Fecha 14 | Chile     | 0:2 (0:1) | Ecuador   |
| 27 de enero de 2022     | Quito           | Fecha 15 | Ecuador   | 1:1 (0:1) | Brasil    |
| 1 de febrero de 2022    | Lima            | Fecha 16 | Perú      | 1:1 (0:1) | Ecuador   |
| 24 de marzo de 2022     | Ciudad del Este | Fecha 17 | Paraguay  | 3:1 (2:0) | Ecuador   |
| 29 de marzo de 2022     | Guayaquil       | Fecha 18 | Ecuador   | 1:1 (0:1) | Argentina |

### Goleadores
| N.°   | Jugador          | Anotado | PJ | Prom. | Jugada | Cabeza | TL | Penal |
| ----- | ---------------- | ------- | -- | ----- | ------ | ------ | -- | ----- |
| 1     | Michael Estrada  | 6       | 17 | 0.35  | 5      | 1      | 0  | 0     |
| 2     | Enner Valencia   | 4       | 12 | 0.33  | 3      | 0      | 0  | 1     |
| 3     | Gonzalo Plata    | 3       | 16 | 0.19  | 3      | 0      | 0  | 0     |
| 4     | Félix Torres     | 2       | 11 | 0.18  | 0      | 2      | 0  | 0     |
|       | Moisés Caicedo   | 2       | 15 | 0.13  | 1      | 1      | 0  | 0     |
|       | Ángel Mena       | 2       | 15 | 0.13  | 2      | 0      | 0  | 0     |
|       | Pervis Estupiñán | 2       | 17 | 0.12  | 1      | 0      | 1  | 0     |
| 5     | Beder Caicedo    | 1       | 2  | 0.5   | 1      | 0      | 0  | 0     |
|       | Jordy Caicedo    | 1       | 6  | 0.17  | 0      | 0      | 0  | 1     |
|       | Xavier Arreaga   | 1       | 9  | 0.11  | 1      | 0      | 0  | 0     |
|       | Robert Arboleda  | 1       | 10 | 0.1   | 1      | 0      | 0  | 0     |
|       | Piero Hincapié   | 1       | 11 | 0.09  | 0      | 1      | 0  | 0     |
|       | Carlos Gruezo    | 1       | 16 | 0.06  | 0      | 0      | 0  | 1     |
| Total | Total            | 27      | 18 | 1.5   | 18     | 5      | 1  | 3     |

## Preparación

### Amistosos previos
| Amistoso; 2 de junio | Ecuador      | 1:0 (1:0) | Nigeria | Red Bull Arena, Harrison                                    |                                                             |
| 20:30 (UTC-4)        | Estupiñán 3' | Reporte   |         | Asistencia: 25 219 espectadores Árbitro(s): Ricardo Montero | Asistencia: 25 219 espectadores Árbitro(s): Ricardo Montero |

| Amistoso; 5 de junio | México | 0:0     | Ecuador | Soldier Field, Chicago                                     |                                                            |
| 18:30 (UTC-5)        |        | Reporte |         | Asistencia: 61 100 espectadores Árbitro(s): Oliver Vergara | Asistencia: 61 100 espectadores Árbitro(s): Oliver Vergara |

| Amistoso; 11 de junio | Ecuador               | 1:0 (1:0) | Cabo Verde | DRV PNK Stadium, Fort Lauderdale |                          |
| 19:00 (UTC-5)         | J. Caicedo 38' (pen.) | Reporte   |            | Árbitro(s): Moeth Gaymes         | Árbitro(s): Moeth Gaymes |

| Amistoso; 23 de septiembre | Arabia Saudita | 0:0     | Ecuador | Estadio Enrique Roca, Murcia |                        |
| 20:00 (UTC+2)              |                | Reporte |         | Árbitro(s): Ivan Bebek       | Árbitro(s): Ivan Bebek |

| Amistoso; 27 de septiembre | Ecuador | 0:0     | Japón | Merkur Spiel-Arena, Düsseldorf |                              |
| 13:55 (UTC+2)              |         | Reporte |       | Árbitro(s): Sascha Stegemann   | Árbitro(s): Sascha Stegemann |

| Amistoso; 12 de noviembre | Irak | 0:0     | Ecuador | Estadio Metropolitano, Madrid |                             |
| 18:30 (UTC+1)             |      | Reporte |         | Árbitro(s): Gustavo Correia   | Árbitro(s): Gustavo Correia |

## Plantel

### Lista de convocados
Entrenador:  Gustavo Alfaro
La lista final fue anunciada el 14 de noviembre de 2022.
| No. | Pos. | Jugador             | Fecha de nacimiento (edad)         | Apa. | Goles | Club                         |
| --- | ---- | ------------------- | ---------------------------------- | ---- | ----- | ---------------------------- |
| 1   | POR  | Hernán Galíndez     | 30 de marzo de 1987 (35 años)      | 12   | 0     | S. D. Aucas                  |
| 2   | DEF  | Félix Torres        | 11 de enero de 1997 (25 años)      | 17   | 2     | C. Santos Laguna             |
| 3   | DEF  | Piero Hincapié      | 9 de enero de 2002 (20 años)       | 21   | 1     | Bayer 04 Leverkusen          |
| 4   | DEF  | Robert Arboleda     | 22 de octubre de 1991 (31 años)    | 33   | 2     | São Paulo F. C.              |
| 5   | MED  | José Cifuentes      | 12 de marzo de 1999 (23 años)      | 11   | 0     | Los Angeles F. C.            |
| 6   | DEF  | Willian Pacho       | 16 de octubre de 2001 (21 años)    | 0    | 0     | Royal Antwerp F. C.          |
| 7   | DEF  | Pervis Estupiñán    | 21 de enero de 1998 (24 años)      | 28   | 3     | Brighton & Hove Albion F. C. |
| 8   | MED  | Carlos Gruezo       | 19 de abril de 1995 (27 años)      | 46   | 1     | F. C. Augsburgo              |
| 9   | MED  | Ayrton Preciado     | 17 de julio de 1994 (28 años)      | 27   | 3     | C. Santos Laguna             |
| 10  | MED  | Romario Ibarra      | 24 de septiembre de 1994 (28 años) | 25   | 3     | C. F. Pachuca                |
| 11  | DEL  | Michael Estrada     | 7 de abril de 1996 (26 años)       | 36   | 8     | C. F. Cruz Azul              |
| 12  | POR  | Moisés Ramírez      | 9 de septiembre de 2000 (22 años)  | 2    | 0     | Independiente del Valle      |
| 13  | DEL  | Enner Valencia      | 4 de noviembre de 1989 (33 años)   | 74   | 35    | Fenerbahçe S. K.             |
| 14  | DEF  | Xavier Arreaga      | 28 de septiembre de 1994 (28 años) | 18   | 1     | Seattle Sounders F. C.       |
| 15  | MED  | Ángel Mena          | 21 de enero de 1988 (34 años)      | 46   | 7     | C. León                      |
| 16  | MED  | Jeremy Sarmiento    | 16 de junio de 2002 (20 años)      | 9    | 0     | Brighton & Hove Albion F. C. |
| 17  | DEF  | Ángelo Preciado     | 18 de febrero de 1998 (24 años)    | 24   | 0     | K. R. C. Genk                |
| 18  | DEF  | Diego Palacios      | 12 de julio de 1999 (23 años)      | 12   | 0     | Los Angeles F. C.            |
| 19  | MED  | Gonzalo Plata       | 1 de noviembre de 2000 (22 años)   | 30   | 5     | Real Valladolid C. F.        |
| 20  | MED  | Jhegson Méndez      | 26 de abril de 1997 (25 años)      | 32   | 0     | Los Angeles F. C.            |
| 21  | MED  | Alan Franco         | 21 de agosto de 1998 (24 años)     | 25   | 1     | C. A. Talleres (C)           |
| 22  | POR  | Alexander Domínguez | 5 de junio de 1987 (35 años)       | 68   | 0     | Liga Deportiva Universitaria |
| 23  | MED  | Moisés Caicedo      | 2 de noviembre de 2001 (21 años)   | 25   | 2     | Brighton & Hove Albion F. C. |
| 24  | DEL  | Djorkaeff Reasco    | 18 de enero de 1999 (23 años)      | 4    | 0     | C. A. Newell's Old Boys      |
| 25  | DEF  | Jackson Porozo      | 4 de agosto de 2000 (22 años)      | 5    | 0     | E. S. Troyes A. C.           |
| 26  | DEL  | Kevin Rodríguez     | 4 de marzo de 2000 (22 años)       | 1    | 0     | Imbabura S. C.               |

## Participación
- Los horarios son correspondientes a la hora local de Catar (UTC+3).

### Partidos
| Fecha           | Lugar | Instancia      | Local        |                             | Resultado |                    | Visitante |
| --------------- | ----- | -------------- | ------------ | --------------------------- | --------- | ------------------ | --------- |
| 20 de noviembre | Jor   | Fase de grupos | Catar        | Bandera de Catar            | 0:2 (0:2) | Bandera de Ecuador | Ecuador   |
| 25 de noviembre | Rayán | Fase de grupos | Países Bajos | Bandera de los Países Bajos | 1:1 (1:0) | Bandera de Ecuador | Ecuador   |
| 29 de noviembre | Rayán | Fase de grupos | Ecuador      | Bandera de Ecuador          | 1:2 (0:1) | Bandera de Senegal | Senegal   |

### Fase de grupos - Grupo A
| Selección    | Pts | PJ | PG | PE | PP | GF | GC | Dif |
| ------------ | --- | -- | -- | -- | -- | -- | -- | --- |
| Países Bajos | 7   | 3  | 2  | 1  | 0  | 5  | 1  | +4  |
| Senegal      | 6   | 3  | 2  | 0  | 1  | 5  | 4  | +1  |
| Ecuador      | 4   | 3  | 1  | 1  | 1  | 4  | 3  | +1  |
| Catar        | 0   | 3  | 0  | 0  | 3  | 1  | 7  | –6  |

|  | Clasificados a los octavos de final. |

#### Catar vs. Ecuador
| Jornada 1; 20 de noviembre | Catar | 0:2 (0:2) | Ecuador                  | Estadio Al Bayt, Jor                                                                |                                                                                     |
| 19:00                      |       | Reporte   | Valencia 16' (pen.), 31' | Asistencia: 67 372 espectadores Árbitro(s): Daniele Orsato VAR: Massimiliano Irrati | Asistencia: 67 372 espectadores Árbitro(s): Daniele Orsato VAR: Massimiliano Irrati |

| 1          | Guardameta     | Saad Al Sheeb     |     |
| 2          | Defensa        | Ró-Ró             |     |
| 15         | Defensa        | Bassam Al-Rawi    |     |
| 16         | Defensa        | Boualem Khoukhi   |     |
| 3          | Defensa        | Abdelkarim Hassan |     |
| 14         | Defensa        | Homam Ahmed       |     |
| 10         | Centrocampista | Hassan Al-Haidos  | 72' |
| 12         | Centrocampista | Karim Boudiaf     |     |
| 6          | Centrocampista | Abdulaziz Hatem   |     |
| 19         | Delantero      | Almoez Ali        | 72' |
| 11         | Delantero      | Akram Afif        |     |
| Entrenador | Entrenador     | Félix Sánchez Bas |     |

| 1          | Guardameta     | Hernán Galíndez  |     |
| 17         | Defensa        | Ángelo Preciado  |     |
| 2          | Defensa        | Félix Torres     |     |
| 3          | Defensa        | Piero Hincapié   |     |
| 7          | Defensa        | Pervis Estupiñán |     |
| 19         | Centrocampista | Gonzalo Plata    |     |
| 20         | Centrocampista | Jhegson Méndez   |     |
| 23         | Centrocampista | Moisés Caicedo   | 90' |
| 10         | Centrocampista | Romario Ibarra   | 68' |
| 13         | Delantero      | Enner Valencia   | 77' |
| 11         | Delantero      | Michael Estrada  | 90' |
| Entrenador | Entrenador     | Gustavo Alfaro   |     |

| 9 | Delantero | Mohammed Muntari | 72' |
| 4 | Defensa   | Mohammed Waad    | 72' |

| 16 | Centrocampista | Jeremy Sarmiento | 68' |
| 5  | Centrocampista | José Cifuentes   | 77' |
| 26 | Delantero      | Kevin Rodríguez  | 90' |
| 21 | Centrocampista | Alan Franco      | 90' |

| Anotado · Penal | 16' | Enner Valencia | 0–1 |
| Anotado         | 31' | Enner Valencia | 0–2 |

| Amonestado | 15' | Saad Al Sheeb |
| Amonestado | 22' | Almoez Ali    |
| Amonestado | 36' | Karim Boudiaf |
| Amonestado | 78' | Akram Afif    |

| Amonestado | 29' | Moisés Caicedo |
| Amonestado | 56' | Jhegson Méndez |

| Árbitro             | Daniele Orsato        |
| Árbitros asistentes | Ciro Carbone          |
| Árbitros asistentes | Alessandro Giallatini |
| Cuarto árbitro      | István Kovács         |
| Quinto árbitro      | Ovidiu Artene         |
| VAR                 | Massimiliano Irrati   |
| Adicionales VAR     | Paolo Valeri          |
| Adicionales VAR     | Tomasz Listkiewicz    |
| Adicionales VAR     | Benoît Millot         |
| Adicionales VAR     | Paweł Sokolnicki      |

| 1          | Guardameta     | Saad Al Sheeb     |     |
| 2          | Defensa        | Ró-Ró             |     |
| 15         | Defensa        | Bassam Al-Rawi    |     |
| 16         | Defensa        | Boualem Khoukhi   |     |
| 3          | Defensa        | Abdelkarim Hassan |     |
| 14         | Defensa        | Homam Ahmed       |     |
| 10         | Centrocampista | Hassan Al-Haidos  | 72' |
| 12         | Centrocampista | Karim Boudiaf     |     |
| 6          | Centrocampista | Abdulaziz Hatem   |     |
| 19         | Delantero      | Almoez Ali        | 72' |
| 11         | Delantero      | Akram Afif        |     |
| Entrenador | Entrenador     | Félix Sánchez Bas |     |

| 1          | Guardameta     | Hernán Galíndez  |     |
| 17         | Defensa        | Ángelo Preciado  |     |
| 2          | Defensa        | Félix Torres     |     |
| 3          | Defensa        | Piero Hincapié   |     |
| 7          | Defensa        | Pervis Estupiñán |     |
| 19         | Centrocampista | Gonzalo Plata    |     |
| 20         | Centrocampista | Jhegson Méndez   |     |
| 23         | Centrocampista | Moisés Caicedo   | 90' |
| 10         | Centrocampista | Romario Ibarra   | 68' |
| 13         | Delantero      | Enner Valencia   | 77' |
| 11         | Delantero      | Michael Estrada  | 90' |
| Entrenador | Entrenador     | Gustavo Alfaro   |     |

| 9 | Delantero | Mohammed Muntari | 72' |
| 4 | Defensa   | Mohammed Waad    | 72' |

| 16 | Centrocampista | Jeremy Sarmiento | 68' |
| 5  | Centrocampista | José Cifuentes   | 77' |
| 26 | Delantero      | Kevin Rodríguez  | 90' |
| 21 | Centrocampista | Alan Franco      | 90' |

| Anotado · Penal | 16' | Enner Valencia | 0–1 |
| Anotado         | 31' | Enner Valencia | 0–2 |

| Amonestado | 15' | Saad Al Sheeb |
| Amonestado | 22' | Almoez Ali    |
| Amonestado | 36' | Karim Boudiaf |
| Amonestado | 78' | Akram Afif    |

| Amonestado | 29' | Moisés Caicedo |
| Amonestado | 56' | Jhegson Méndez |

| Árbitro             | Daniele Orsato        |
| Árbitros asistentes | Ciro Carbone          |
| Árbitros asistentes | Alessandro Giallatini |
| Cuarto árbitro      | István Kovács         |
| Quinto árbitro      | Ovidiu Artene         |
| VAR                 | Massimiliano Irrati   |
| Adicionales VAR     | Paolo Valeri          |
| Adicionales VAR     | Tomasz Listkiewicz    |
| Adicionales VAR     | Benoît Millot         |
| Adicionales VAR     | Paweł Sokolnicki      |

| \| Estadísticas \| \| \| \| Tiros \| 5 \| 6 \| \| Tiros a puerta \| 0 \| 3 \| \| Faltas \| 15 \| 15 \| \| Saques de esquina \| 1 \| 3 \| \| Penaltis \| 0 \| 1 \| \| Fueras de juego \| 3 \| 4 \| \| Posesión de balón \| 47% \| 53% \| | Alineación inicial |                    |
| Estadísticas | Bandera de Catar   | Bandera de Ecuador |
| Tiros | 5                  | 6                  |
| Tiros a puerta | 0                  | 3                  |
| Faltas | 15                 | 15                 |
| Saques de esquina | 1                  | 3                  |
| Penaltis | 0                  | 1                  |
| Fueras de juego | 3                  | 4                  |
| Posesión de balón | 47%                | 53%                |

#### Países Bajos vs. Ecuador
| Jornada 2; 25 de noviembre | Países Bajos | 1:1 (1:0) | Ecuador      | Estadio Internacional Khalifa, Rayán                                          |                                                                               |
| 19:00                      | Gakpo 6'     | Reporte   | Valencia 49' | Asistencia: 44 833 espectadores Árbitro(s): Mustapha Ghorbal VAR: Shaun Evans | Asistencia: 44 833 espectadores Árbitro(s): Mustapha Ghorbal VAR: Shaun Evans |

| 23         | Guardameta     | Andries Noppert  |     |
| 2          | Defensa        | Jurriën Timber   |     |
| 4          | Defensa        | Virgil van Dijk  |     |
| 5          | Defensa        | Nathan Aké       |     |
| 22         | Centrocampista | Denzel Dumfries  |     |
| 20         | Centrocampista | Teun Koopmeiners | 79' |
| 21         | Centrocampista | Frenkie de Jong  |     |
| 17         | Centrocampista | Daley Blind      |     |
| 14         | Centrocampista | Davy Klaassen    | 69' |
| 8          | Delantero      | Cody Gakpo       | 79' |
| 7          | Delantero      | Steven Bergwijn  | 46' |
| Entrenador | Entrenador     | Louis van Gaal   |     |

| 1          | Guardameta     | Hernán Galíndez  |     |
| 25         | Defensa        | Jackson Porozo   |     |
| 2          | Defensa        | Félix Torres     |     |
| 3          | Defensa        | Piero Hincapié   |     |
| 17         | Centrocampista | Ángelo Preciado  |     |
| 20         | Centrocampista | Jhegson Méndez   |     |
| 23         | Centrocampista | Moisés Caicedo   |     |
| 7          | Centrocampista | Pervis Estupiñán |     |
| 19         | Centrocampista | Gonzalo Plata    | 90' |
| 13         | Centrocampista | Enner Valencia   | 90' |
| 11         | Delantero      | Michael Estrada  | 74' |
| Entrenador | Entrenador     | Gustavo Alfaro   |     |

| 10 | Delantero      | Memphis Depay   | 46' |
| 11 | Centrocampista | Steven Berghuis | 69' |
| 19 | Delantero      | Wout Weghorst   | 79' |
| 15 | Centrocampista | Marten de Roon  | 79' |

| 16 | Centrocampista | Jeremy Sarmiento | 74' |
| 10 | Centrocampista | Romario Ibarra   | 90' |
| 26 | Delantero      | Kevin Rodríguez  | 90' |

| Anotado | 6' | Cody Gakpo | 1–0 |

| Anotado | 49' | Enner Valencia | 1–1 |

| Amonestado | 57' | Jhegson Méndez |

| Árbitro             | Mustapha Ghorbal      |
| Árbitros asistentes | Mokrane Gourari       |
| Árbitros asistentes | Abdelhak Etchiali     |
| Cuarto árbitro      | Saíd Martínez         |
| Quinto árbitro      | Helpys Raymundo Féliz |
| VAR                 | Shaun Evans           |
| Adicionales VAR     | Rédouane Jiyed        |
| Adicionales VAR     | Ashley Beecham        |
| Adicionales VAR     | Muhammad Bin Jahari   |
| Adicionales VAR     | Anton Shchetinin      |

| 23         | Guardameta     | Andries Noppert  |     |
| 2          | Defensa        | Jurriën Timber   |     |
| 4          | Defensa        | Virgil van Dijk  |     |
| 5          | Defensa        | Nathan Aké       |     |
| 22         | Centrocampista | Denzel Dumfries  |     |
| 20         | Centrocampista | Teun Koopmeiners | 79' |
| 21         | Centrocampista | Frenkie de Jong  |     |
| 17         | Centrocampista | Daley Blind      |     |
| 14         | Centrocampista | Davy Klaassen    | 69' |
| 8          | Delantero      | Cody Gakpo       | 79' |
| 7          | Delantero      | Steven Bergwijn  | 46' |
| Entrenador | Entrenador     | Louis van Gaal   |     |

| 1          | Guardameta     | Hernán Galíndez  |     |
| 25         | Defensa        | Jackson Porozo   |     |
| 2          | Defensa        | Félix Torres     |     |
| 3          | Defensa        | Piero Hincapié   |     |
| 17         | Centrocampista | Ángelo Preciado  |     |
| 20         | Centrocampista | Jhegson Méndez   |     |
| 23         | Centrocampista | Moisés Caicedo   |     |
| 7          | Centrocampista | Pervis Estupiñán |     |
| 19         | Centrocampista | Gonzalo Plata    | 90' |
| 13         | Centrocampista | Enner Valencia   | 90' |
| 11         | Delantero      | Michael Estrada  | 74' |
| Entrenador | Entrenador     | Gustavo Alfaro   |     |

| 10 | Delantero      | Memphis Depay   | 46' |
| 11 | Centrocampista | Steven Berghuis | 69' |
| 19 | Delantero      | Wout Weghorst   | 79' |
| 15 | Centrocampista | Marten de Roon  | 79' |

| 16 | Centrocampista | Jeremy Sarmiento | 74' |
| 10 | Centrocampista | Romario Ibarra   | 90' |
| 26 | Delantero      | Kevin Rodríguez  | 90' |

| Anotado | 6' | Cody Gakpo | 1–0 |

| Anotado | 49' | Enner Valencia | 1–1 |

| Amonestado | 57' | Jhegson Méndez |

| Árbitro             | Mustapha Ghorbal      |
| Árbitros asistentes | Mokrane Gourari       |
| Árbitros asistentes | Abdelhak Etchiali     |
| Cuarto árbitro      | Saíd Martínez         |
| Quinto árbitro      | Helpys Raymundo Féliz |
| VAR                 | Shaun Evans           |
| Adicionales VAR     | Rédouane Jiyed        |
| Adicionales VAR     | Ashley Beecham        |
| Adicionales VAR     | Muhammad Bin Jahari   |
| Adicionales VAR     | Anton Shchetinin      |

| \| Estadísticas \| \| \| \| Tiros \| 2 \| 15 \| \| Tiros a puerta \| 1 \| 4 \| \| Faltas \| 15 \| 12 \| \| Saques de esquina \| 2 \| 5 \| \| Penaltis \| 0 \| 0 \| \| Fueras de juego \| 1 \| 4 \| \| Posesión de balón \| 55% \| 45% \| | Alineación inicial          |                    |
| Estadísticas | Bandera de los Países Bajos | Bandera de Ecuador |
| Tiros | 2                           | 15                 |
| Tiros a puerta | 1                           | 4                  |
| Faltas | 15                          | 12                 |
| Saques de esquina | 2                           | 5                  |
| Penaltis | 0                           | 0                  |
| Fueras de juego | 1                           | 4                  |
| Posesión de balón | 55%                         | 45%                |

#### Ecuador vs. Senegal
| Jornada 3; 29 de noviembre | Ecuador     | 1:2 (0:1) | Senegal                              | Estadio Internacional Khalifa, Rayán                                           |                                                                                |
| 18:00                      | Caicedo 67' | Reporte   | - I. Sarr 44' (pen.) - Koulibaly 70' | Asistencia: 44 569 espectadores Árbitro(s): Clément Turpin VAR: Jérôme Brisard | Asistencia: 44 569 espectadores Árbitro(s): Clément Turpin VAR: Jérôme Brisard |

| 1          | Guardameta     | Hernán Galíndez  |     |
| 17         | Defensa        | Ángelo Preciado  | 85' |
| 2          | Defensa        | Félix Torres     |     |
| 3          | Defensa        | Piero Hincapié   |     |
| 7          | Defensa        | Pervis Estupiñán |     |
| 8          | Centrocampista | Carlos Gruezo    | 46' |
| 21         | Centrocampista | Alan Franco      | 46' |
| 23         | Centrocampista | Moisés Caicedo   |     |
| 19         | Delantero      | Gonzalo Plata    |     |
| 11         | Delantero      | Michael Estrada  | 64' |
| 13         | Delantero      | Enner Valencia   |     |
| Entrenador | Entrenador     | Gustavo Alfaro   |     |

| 16         | Guardameta     | Édouard Mendy      |       |
| 21         | Defensa        | Youssouf Sabaly    |       |
| 3          | Defensa        | Kalidou Koulibaly  |       |
| 22         | Defensa        | Abdou Diallo       |       |
| 14         | Defensa        | Ismail Jakobs      |       |
| 11         | Centrocampista | Pathé Ciss         | 74'   |
| 26         | Centrocampista | Pape Gueye         |       |
| 13         | Centrocampista | Iliman Ndiaye      | 74'   |
| 5          | Centrocampista | Idrissa Gana Gueye |       |
| 18         | Centrocampista | Ismaïla Sarr       |       |
| 9          | Delantero      | Boulaye Dia        | 90+5' |
| Entrenador | Entrenador     | Aliou Cissé        |       |

| 5  | Centrocampista | José Cifuentes   | 46' |
| 16 | Centrocampista | Jeremy Sarmiento | 46' |
| 24 | Delantero      | Djorkaeff Reasco | 64' |
| 25 | Defensa        | Jackson Porozo   | 85' |

| 6  | Centrocampista | Nampalys Mendy  | 74'   |
| 20 | Delantero      | Bamba Dieng     | 74'   |
| 4  | Defensa        | Pape Abou Cissé | 90+5' |

| Anotado | 67' | Moisés Caicedo | 1–1 |

| Anotado · Penal | 44' | Ismaïla Sarr      | 0–1 |
| Anotado         | 70' | Kalidou Koulibaly | 1–2 |

| Amonestado | 66' | Idrissa Gana Gueye |

| Árbitro             | Clément Turpin        |
| Árbitros asistentes | Nicolas Danos         |
| Árbitros asistentes | Cyril Gringore        |
| Cuarto árbitro      | István Kovács         |
| Quinto árbitro      | Ovidiu Artene         |
| VAR                 | Jérôme Brisard        |
| Adicionales VAR     | Benoît Millot         |
| Adicionales VAR     | Ciro Carbone          |
| Adicionales VAR     | Drew Fischer          |
| Adicionales VAR     | Alessandro Giallatini |

| 1          | Guardameta     | Hernán Galíndez  |     |
| 17         | Defensa        | Ángelo Preciado  | 85' |
| 2          | Defensa        | Félix Torres     |     |
| 3          | Defensa        | Piero Hincapié   |     |
| 7          | Defensa        | Pervis Estupiñán |     |
| 8          | Centrocampista | Carlos Gruezo    | 46' |
| 21         | Centrocampista | Alan Franco      | 46' |
| 23         | Centrocampista | Moisés Caicedo   |     |
| 19         | Delantero      | Gonzalo Plata    |     |
| 11         | Delantero      | Michael Estrada  | 64' |
| 13         | Delantero      | Enner Valencia   |     |
| Entrenador | Entrenador     | Gustavo Alfaro   |     |

| 16         | Guardameta     | Édouard Mendy      |       |
| 21         | Defensa        | Youssouf Sabaly    |       |
| 3          | Defensa        | Kalidou Koulibaly  |       |
| 22         | Defensa        | Abdou Diallo       |       |
| 14         | Defensa        | Ismail Jakobs      |       |
| 11         | Centrocampista | Pathé Ciss         | 74'   |
| 26         | Centrocampista | Pape Gueye         |       |
| 13         | Centrocampista | Iliman Ndiaye      | 74'   |
| 5          | Centrocampista | Idrissa Gana Gueye |       |
| 18         | Centrocampista | Ismaïla Sarr       |       |
| 9          | Delantero      | Boulaye Dia        | 90+5' |
| Entrenador | Entrenador     | Aliou Cissé        |       |

| 5  | Centrocampista | José Cifuentes   | 46' |
| 16 | Centrocampista | Jeremy Sarmiento | 46' |
| 24 | Delantero      | Djorkaeff Reasco | 64' |
| 25 | Defensa        | Jackson Porozo   | 85' |

| 6  | Centrocampista | Nampalys Mendy  | 74'   |
| 20 | Delantero      | Bamba Dieng     | 74'   |
| 4  | Defensa        | Pape Abou Cissé | 90+5' |

| Anotado | 67' | Moisés Caicedo | 1–1 |

| Anotado · Penal | 44' | Ismaïla Sarr      | 0–1 |
| Anotado         | 70' | Kalidou Koulibaly | 1–2 |

| Amonestado | 66' | Idrissa Gana Gueye |

| Árbitro             | Clément Turpin        |
| Árbitros asistentes | Nicolas Danos         |
| Árbitros asistentes | Cyril Gringore        |
| Cuarto árbitro      | István Kovács         |
| Quinto árbitro      | Ovidiu Artene         |
| VAR                 | Jérôme Brisard        |
| Adicionales VAR     | Benoît Millot         |
| Adicionales VAR     | Ciro Carbone          |
| Adicionales VAR     | Drew Fischer          |
| Adicionales VAR     | Alessandro Giallatini |

| \| Estadísticas \| \| \| \| Tiros \| 9 \| 14 \| \| Tiros a puerta \| 4 \| 3 \| \| Faltas \| 23 \| 11 \| \| Saques de esquina \| 3 \| 6 \| \| Penaltis \| 0 \| 1 \| \| Fueras de juego \| 0 \| 3 \| \| Posesión de balón \| 62% \| 38% \| | Alineación inicial |                    |
| Estadísticas | Bandera de Ecuador | Bandera de Senegal |
| Tiros | 9                  | 14                 |
| Tiros a puerta | 4                  | 3                  |
| Faltas | 23                 | 11                 |
| Saques de esquina | 3                  | 6                  |
| Penaltis | 0                  | 1                  |
| Fueras de juego | 0                  | 3                  |
| Posesión de balón | 62%                | 38%                |

## Estadísticas

### Participación de jugadores
| N.° | Pos        | Jugador             | PJ | Minutos jugados | Goles recibidos | Atajos | Tarjetas amarillas | Doble tarjeta amarilla y roja | Tarjetas rojas |
| --- | ---------- | ------------------- | -- | --------------- | --------------- | ------ | ------------------ | ----------------------------- | -------------- |
| 1   | Guardameta | Moisés Ramírez      | 0  | 0               | 0               | 0      | 0                  | 0                             | 0              |
| 12  | Guardameta | Hernán Galíndez     | 3  | 270             | 3               | 2      | 0                  | 0                             | 0              |
| 22  | Guardameta | Alexander Domínguez | 0  | 0               | 0               | 0      | 0                  | 0                             | 0              |

| N.° | Pos            | Jugador          | PJ | Minutos jugados | Goles | Asistencias | Tarjetas Amarillas | Doble tarjeta amarilla y roja | Tarjetas rojas |
| --- | -------------- | ---------------- | -- | --------------- | ----- | ----------- | ------------------ | ----------------------------- | -------------- |
| 2   | Defensa        | Félix Torres     | 3  | 270             | 0     | 1           | 0                  | 0                             | 0              |
| 3   | Defensa        | Piero Hincapié   | 3  | 270             | 0     | 0           | 0                  | 0                             | 0              |
| 4   | Defensa        | Robert Arboleda  | 0  | 0               | 0     | 0           | 0                  | 0                             | 0              |
| 5   | Centrocampista | José Cifuentes   | 2  | 57              | 0     | 0           | 0                  | 0                             | 0              |
| 6   | Defensa        | Willian Pacho    | 0  | 0               | 0     | 0           | 0                  | 0                             | 0              |
| 7   | Defensa        | Pervis Estupiñán | 3  | 270             | 0     | 0           | 0                  | 0                             | 0              |
| 8   | Centrocampista | Carlos Gruezo    | 1  | 45              | 0     | 0           | 0                  | 0                             | 0              |
| 9   | Centrocampista | Ayrton Preciado  | 0  | 0               | 0     | 0           | 0                  | 0                             | 0              |
| 10  | Centrocampista | Romario Ibarra   | 2  | 68              | 0     | 0           | 0                  | 0                             | 0              |
| 11  | Delantero      | Michael Estrada  | 3  | 228             | 0     | 0           | 0                  | 0                             | 0              |
| 13  | Delantero      | Enner Valencia   | 3  | 257             | 3     | 0           | 0                  | 0                             | 0              |
| 14  | Defensa        | Xavier Arreaga   | 0  | 0               | 0     | 0           | 0                  | 0                             | 0              |
| 15  | Centrocampista | Ángel Mena       | 0  | 0               | 0     | 0           | 0                  | 0                             | 0              |
| 16  | Centrocampista | Jeremy Sarmiento | 3  | 82              | 0     | 0           | 0                  | 0                             | 0              |
| 17  | Defensa        | Ángelo Preciado  | 3  | 265             | 0     | 1           | 0                  | 0                             | 0              |
| 18  | Defensa        | Diego Palacios   | 0  | 0               | 0     | 0           | 0                  | 0                             | 0              |
| 19  | Centrocampista | Gonzalo Plata    | 3  | 270             | 0     | 0           | 0                  | 0                             | 0              |
| 20  | Centrocampista | Jhegson Méndez   | 2  | 180             | 0     | 0           | 2                  | 0                             | 0              |
| 21  | Centrocampista | Alan Franco      | 2  | 45              | 0     | 0           | 0                  | 0                             | 0              |
| 23  | Centrocampista | Moisés Caicedo   | 3  | 270             | 1     | 0           | 1                  | 0                             | 0              |
| 24  | Delantero      | Djorkaeff Reasco | 1  | 26              | 0     | 0           | 0                  | 0                             | 0              |
| 25  | Defensa        | Jackson Porozo   | 2  | 95              | 0     | 0           | 0                  | 0                             | 0              |
| 26  | Delantero      | Kevin Rodríguez  | 2  | 0               | 0     | 0           | 0                  | 0                             | 0              |

### Goleadores
| N.°   | Jugador        | Anotado | PJ | Prom. | Jugada | Cabeza | TL | Penal |
| ----- | -------------- | ------- | -- | ----- | ------ | ------ | -- | ----- |
| 1     | Enner Valencia | 3       | 3  | 1     | 1      | 1      | 0  | 1     |
| 2     | Moisés Caicedo | 1       | 3  | 0.33  | 1      | 0      | 0  | 0     |
| Total | Total          | 4       | 3  | 1.33  | 2      | 1      | 0  | 1     |

### Asistencias
| N.°   | Jugador         | Asistencia | Jugada | Cabeza | TL | SdE |
| ----- | --------------- | ---------- | ------ | ------ | -- | --- |
| 1     | Ángelo Preciado | 1          | 1      | 0      | 0  | 0   |
|       | Félix Torres    | 1          | 0      | 1      | 0  | 0   |
| Total | Total           | 2          | 1      | 1      | 0  | 0   |

### Tarjetas disciplinarias
| N.°   | Jugador        | Amonestado | Otorgado · Expulsado | Expulsado | Sanción   |
| ----- | -------------- | ---------- | -------------------- | --------- | --------- |
| 1     | Jhegson Méndez | 2          | 0                    | 0         | 1 partido |
| 2     | Moisés Caicedo | 1          | 0                    | 0         |           |
| Total | Total          | 3          | 0                    | 0         |           |